# Samech

Samech

Samech (סמך) ist der fünfzehnte Buchstabe im Hebräischen Alphabet. Er hat den Zahlenwert 60. Das Samech ist von der Aussprache mit dem Sin identisch und entspricht dem stimmlosen S im Deutschen (z. B. wie in dem Wort Fass).
Im griechischen Alphabet entspricht ihm das Xi und (indirekt) das Chi, im lateinischen das X.

## Beispiele
- סידור: Siddur (jüdisches Gebetbuch)
- סדום (sedom): Sodom
- סין (sin): China
- ספרד (sefarad): Spanien
- אֶסְתֵר Esther (Frauenname bzw. Buch des AT)

## Zeichenkodierung
| Unicode Codepoint | U+05E1               |
| Unicode-Name      | HEBREW LETTER SAMEKH |
| HTML              | &#1505;              |
| ISO 8859-8        | 0xF1                 |